# Chassemy
Chassemy est une commune française située dans le département de l'Aisne en région Hauts-de-France.

### Communes limitrophes

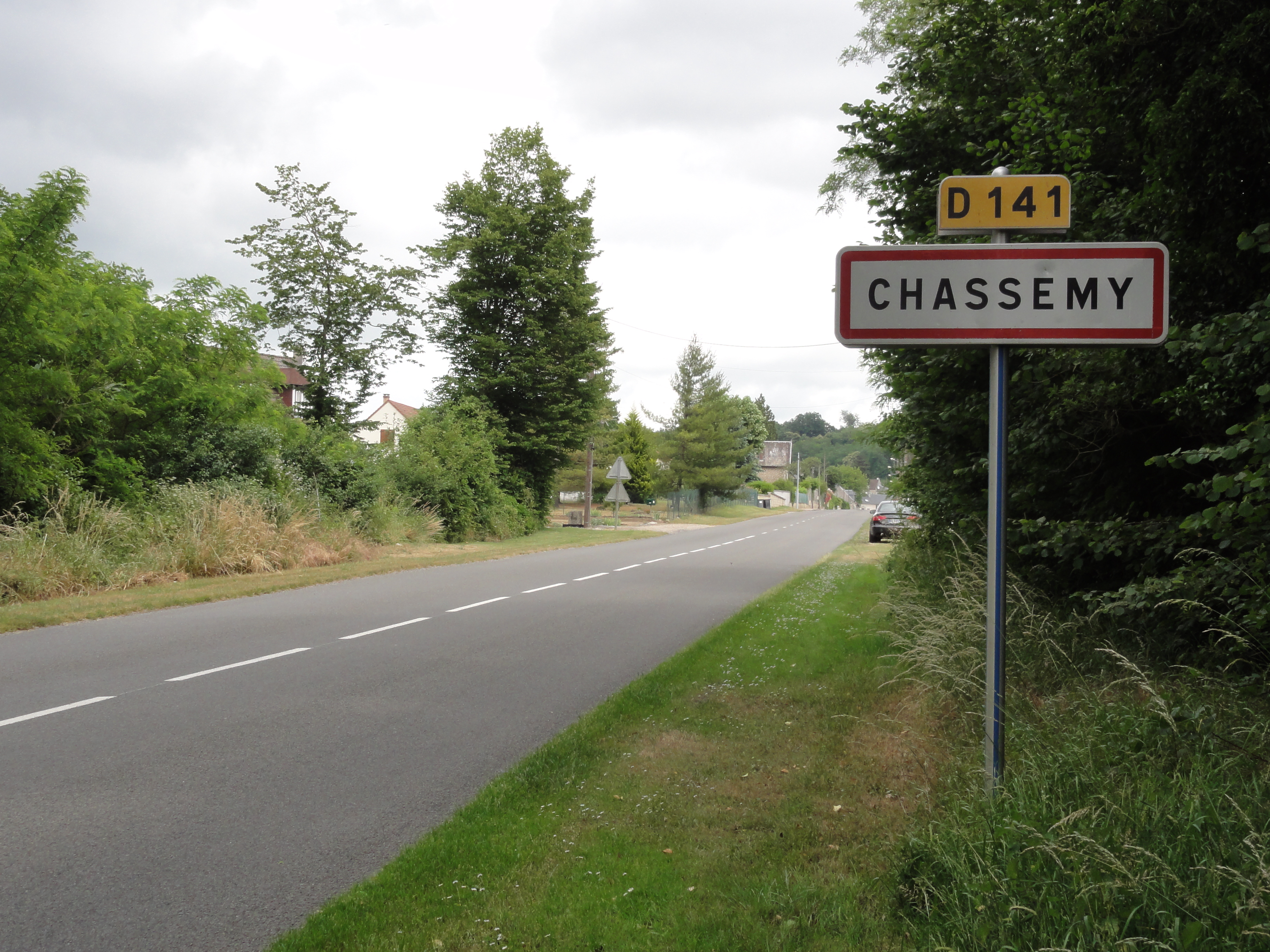
Entrée de Chassemy.

## Géographie

### Hydrographie

#### Réseau hydrographique
La commune est située dans le bassin Seine-Normandie. Elle est drainée par la Vesle, l'Aisne, le canal latéral à l'Aisne et le cours d'eau 01 de la Grande Baleine,,.
La Vesle, d'une longueur de 139 km, prend sa source dans la commune de Somme-Vesle et se jette  dans l'Aisne à Ciry-Salsogne, après avoir traversé 52 communes. Les caractéristiques hydrologiques de la Vesle sont données par la station hydrologique située sur la commune de Braine. Le débit moyen mensuel est de 7,44 m3/s. Le débit moyen journalier maximum est de 37,3 m3/s, atteint lors de la crue du 24 mars 2001. Le débit instantané maximal est quant à lui de 38,6 m3/s, atteint le 23 mars 2001.
L'Aisne est un  cours d'eau naturel navigable de 256 km de longueur, traversant les cinq départements Meuse, Marne, Ardennes, Aisne, Oise. Elle est un affluent de rive gauche de l'Oise, ce qui fait d'elle un sous-affluent de la Seine.
Le canal latéral à l'Aisne relie Vieux-lès-Asfeld (Ardennes) à Celles-sur-Aisne (Aisne), en passant par Berry-au-Bac.

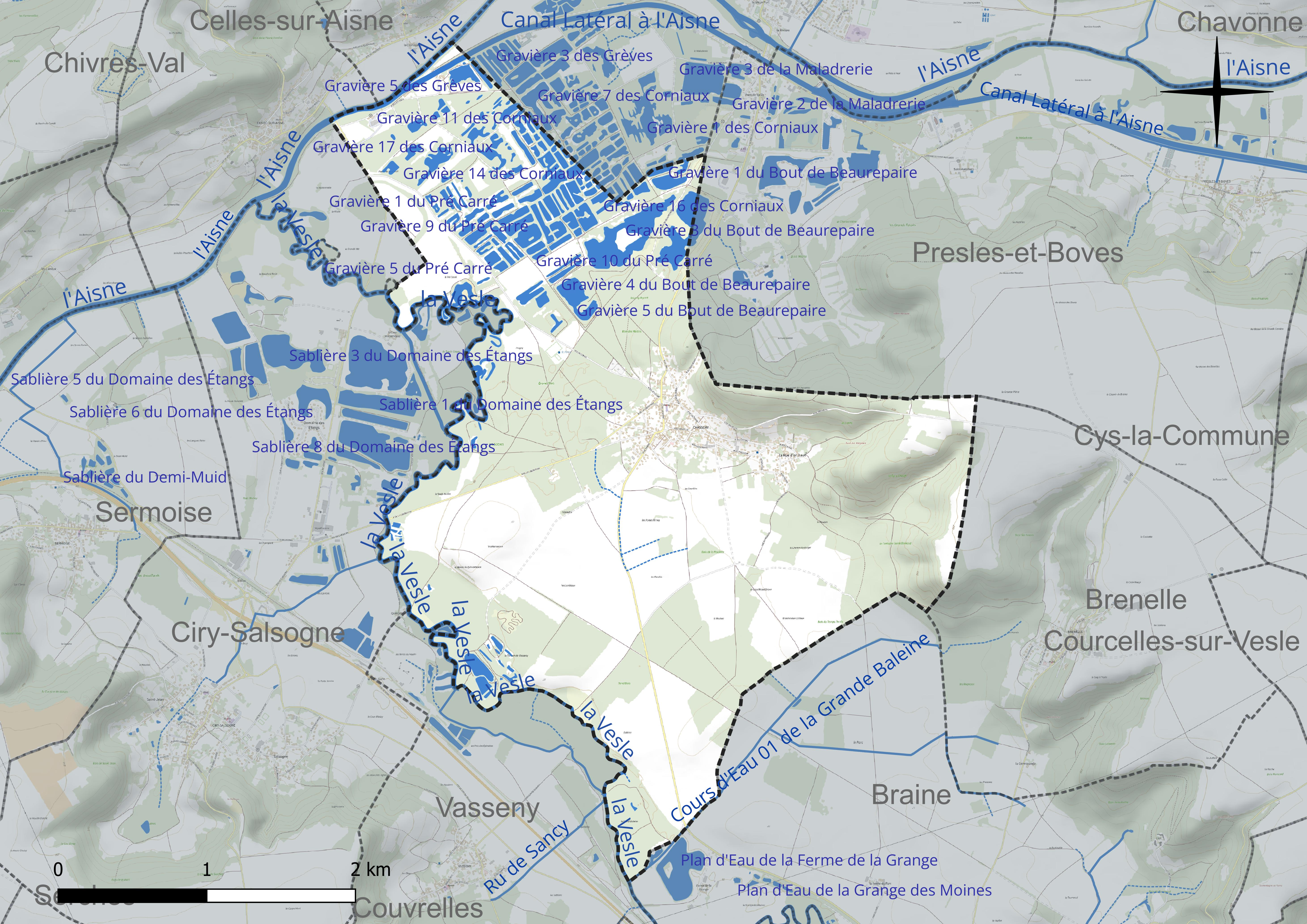
Réseau hydrographique de Chassemy.

Divers plans d'eau complètent le réseau hydrographique : la gravière 1 du Bout de Beaurepaire (1,5 ha), la gravière 1 du Pré Carré (1,9 ha), la gravière 1 du Terrain de Vasseny (0,9 ha), la gravière 10 du Pré Carré (1 ha), la gravière 11 du Pré Carré (1,1 ha), la gravière 12 des Corniaux, d'une superficie totale de 5,2 ha (4 ha sur la commune), la gravière 12 du Pré Carré (1,4 ha), la gravière 14 des Corniaux, d'une superficie totale de 1,7 ha (0,6 ha sur la commune), la gravière 15 des Corniaux, d'une superficie totale de 2,8 ha (1 ha sur la commune), la gravière 16 des Corniaux, d'une superficie totale de 3,8 ha (1,8 ha sur la commune), la gravière 17 des Corniaux (1,5 ha), la gravière 18 des Corniaux (0,8 ha), la gravière 2 du Bout de Beaurepaire, d'une superficie totale de 7,7 ha (5,3 ha sur la commune), la gravière 2 du Pré Carré (1,1 ha), la gravière 2 du Terrain de Vasseny (1,7 ha), la gravière 20 des Corniaux (1,1 ha), la gravière 21 des Corniaux (1,2 ha), la gravière 22 des Corniaux (3,3 ha), la gravière 23 des Corniaux (2,5 ha), la gravière 3 du Bout de Beaurepaire (9,8 ha), la gravière 3 du Pré Carré (1,1 ha), la gravière 4 des Grèves, d'une superficie totale de 0,8 ha (0 ha sur la commune), la gravière 4 du Bout de Beaurepaire (1,1 ha), la gravière 4 du Pré Carré (0,6 ha), la gravière 5 des Grèves, d'une superficie totale de 0,9 ha (0,6 ha sur la commune), la gravière 5 du Bout de Beaurepaire (3,5 ha), la gravière 5 du Pré Carré (1,5 ha), la gravière 6 des Grèves (1,6 ha), la gravière 6 du Bout de Beaurepaire (1,7 ha) et la gravière 6 du Pré Carré (1 ha),.

#### Gestion et qualité des eaux
Le territoire communal est couvert par le schéma d'aménagement et de gestion des eaux (SAGE) « Aisne Vesle Suippe ». Ce document de planification, dont le territoire s'étend sur 3 096 km2 répartis sur trois départements (Aisne, Marne et Ardennes) et deux régions (Champagne-Ardenne et Picardie), a été approuvé le 16 décembre 2013. La structure porteuse de l'élaboration et de la mise en œuvre est le Syndicat d'aménagement des bassins Aisne Vesle Suippe (SIABAVES).
La qualité des cours d'eau peut être consultée sur un site dédié géré par les agences de l'eau et l'Agence française pour la biodiversité.

### Climat
Pour des articles plus généraux, voir Climat des Hauts-de-France et Climat de l'Aisne.
En 2010, le climat de la commune est de type climat océanique dégradé des plaines du Centre et du Nord, selon une étude du CNRS s'appuyant sur une série de données couvrant la période 1971-2000. En 2020, Météo-France publie une typologie des climats de la France métropolitaine dans laquelle la commune est exposée à un climat océanique altéré et est dans la région climatique Nord-est du bassin Parisien, caractérisée par un ensoleillement médiocre, une pluviométrie moyenne régulièrement répartie au cours de l'année et un hiver froid (3 °C).
Pour la période 1971-2000, la température annuelle moyenne est de 10,4 °C, avec une amplitude thermique annuelle de 15,1 °C. Le cumul annuel moyen de précipitations est de 703 mm, avec 12,3 jours de précipitations en janvier et 8,3 jours en juillet. Pour la période 1991-2020, la température moyenne annuelle observée sur la station météorologique la plus proche, située sur la commune de Braine à 5 km à vol d'oiseau, est de 11,3 °C et le cumul annuel moyen de précipitations est de 662,7 mm,. Pour l'avenir, les paramètres climatiques de la commune estimés pour 2050 selon différents scénarios d'émission de gaz à effet de serre sont consultables sur un site dédié publié par Météo-France en novembre 2022.

## Urbanisme

### Typologie
Au 1er janvier 2024, Chassemy est catégorisée bourg rural, selon la nouvelle grille communale de densité à 7 niveaux définie par l'Insee en 2022.
Elle est située hors unité urbaine. Par ailleurs la commune fait partie de l'aire d'attraction de Soissons, dont elle est une commune de la couronne,. Cette aire, qui regroupe 92 communes, est catégorisée dans les aires de 50 000 à moins de 200 000 habitants,.

### Occupation des sols
L'occupation des sols de la commune, telle qu'elle ressort de la base de données européenne d'occupation biophysique des sols Corine Land Cover (CLC), est marquée par l'importance des forêts et milieux semi-naturels (45,1 % en 2018), une proportion sensiblement équivalente à celle de 1990 (44,8 %). La répartition détaillée en 2018 est la suivante : 
forêts (45,1 %), terres arables (33,5 %), eaux continentales (11,2 %), zones urbanisées (6,5 %), zones agricoles hétérogènes (2,5 %), prairies (1,2 %).
L'évolution de l'occupation des sols de la commune et de ses infrastructures peut être observée sur les différentes représentations cartographiques du territoire : la carte de Cassini (XVIIIe siècle), la carte d'état-major (1820-1866) et les cartes ou photos aériennes de l'IGN pour la période actuelle (1950 à aujourd'hui).

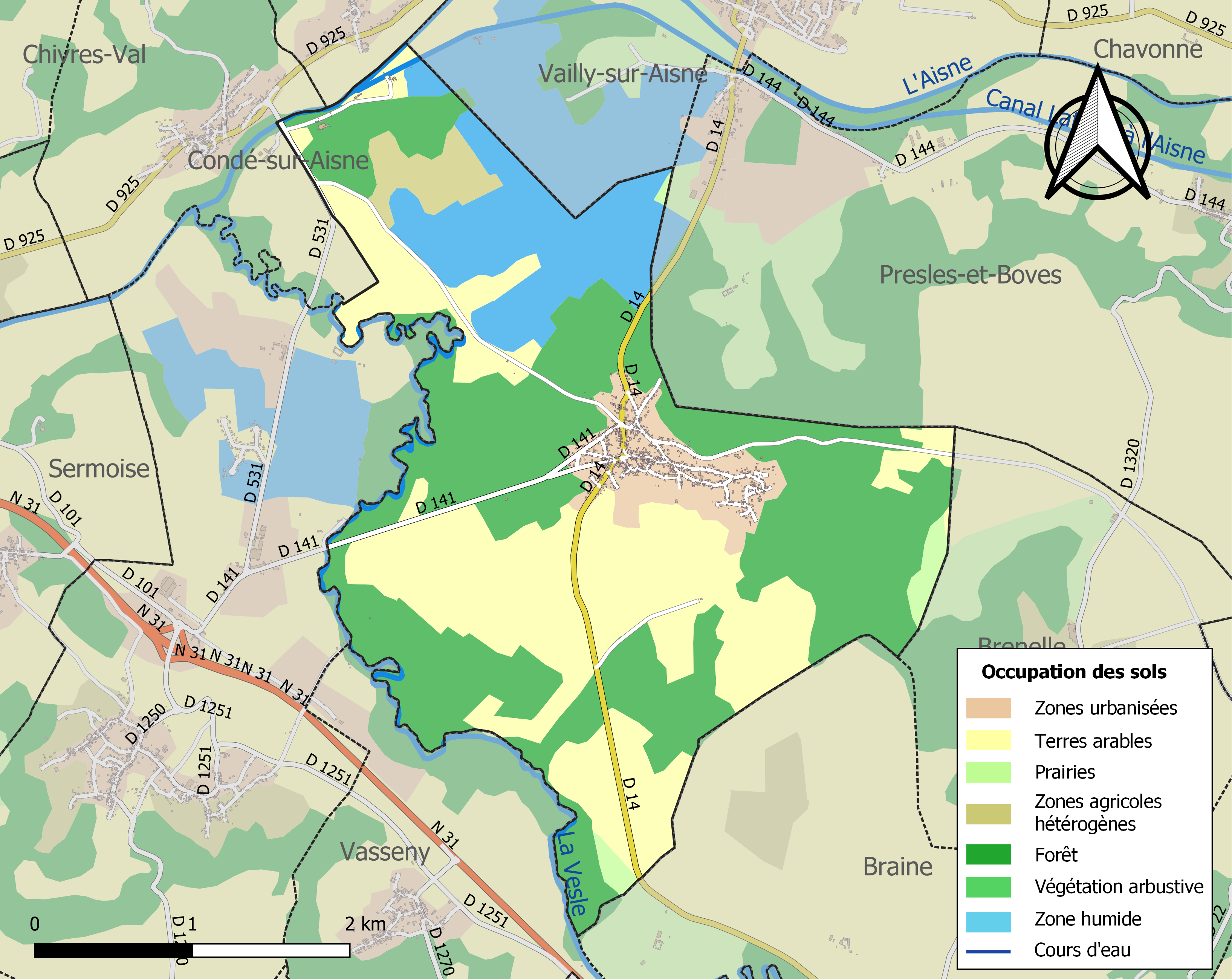
Carte des infrastructures et de l'occupation des sols de la commune en 2018 (CLC).

## Toponymie
Le nom de la localité est attesté sous les formes Cucusma (IXe siècle) ; Chassemi (1215).

De Cucusma, « le village où chantent les coucous ».
Dépendances vers 1860 : Tuilerie-d'en-Haut (isolé) ; Quincampoix (moulin).

## Histoire
Des traces d'habitats protohistoriques ont été mises en évidence au lieu-dit Lombiaux, Renhaches... et fouillés au Dessus-de-Prugny par Édouard Fleury en 1869 puis par Moreau en 1888. Il y avait là deux tombes à char celtes.

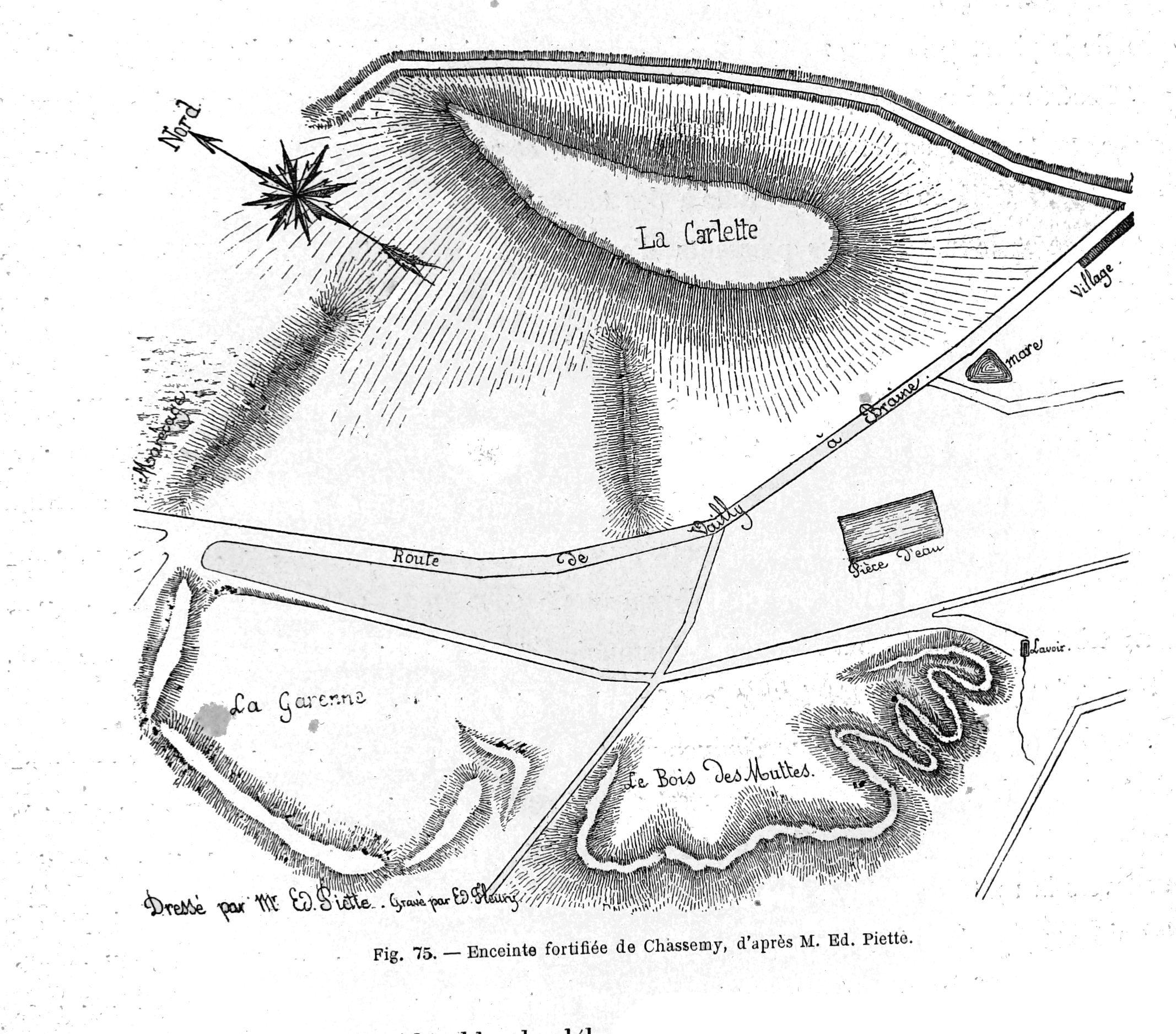
Chassemy,
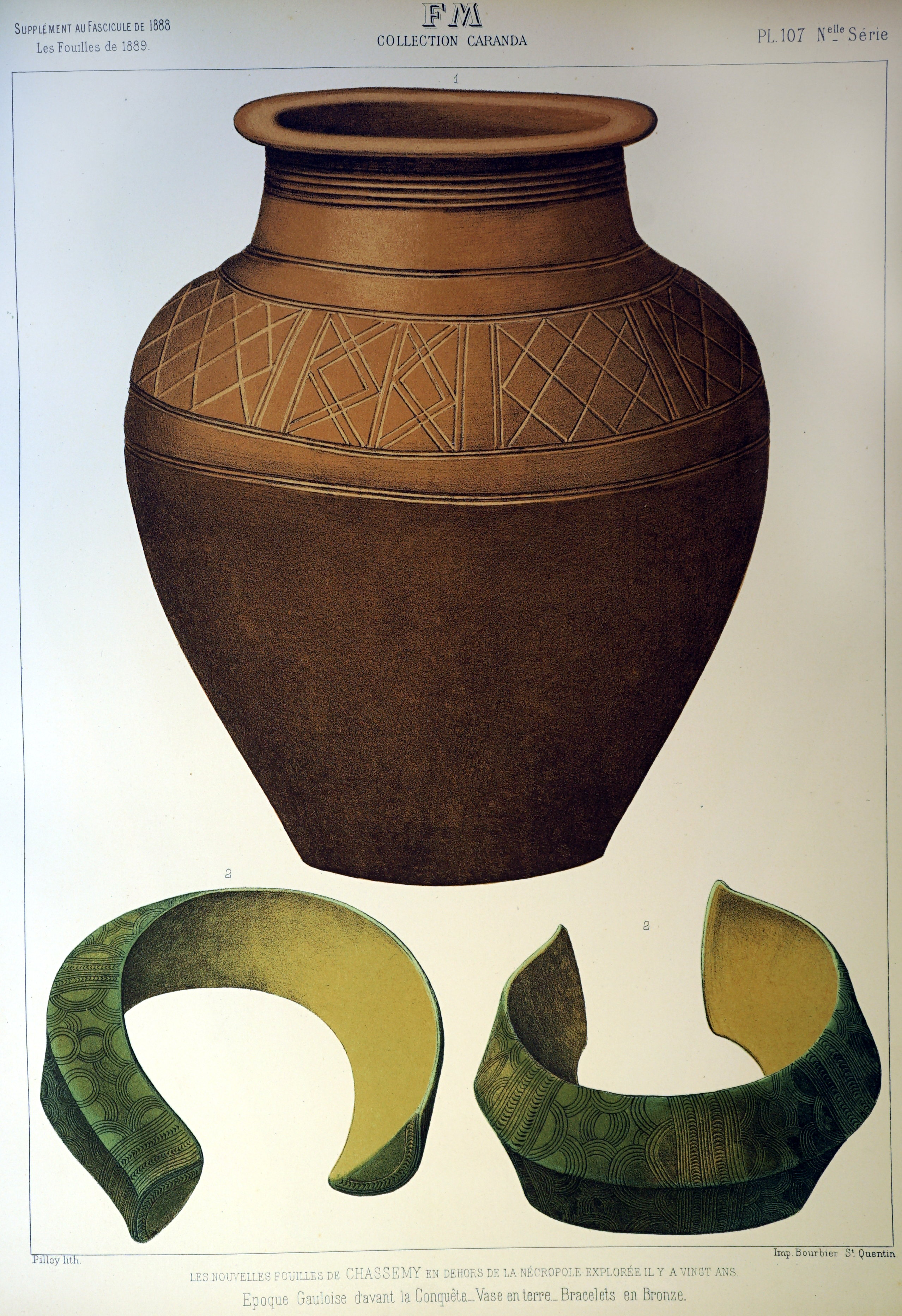
fouilles de Moreau,
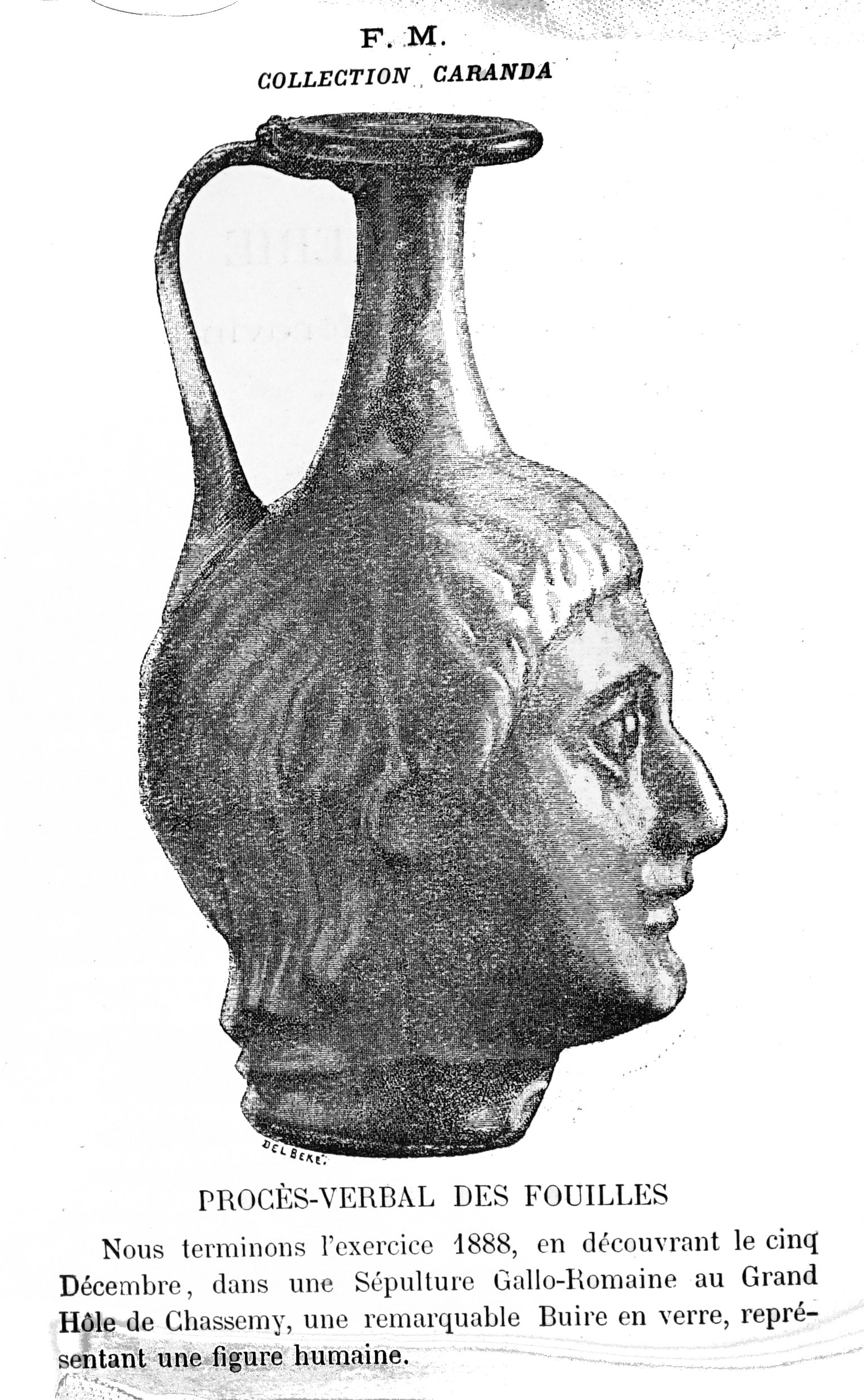
fin XIXe siècle.

## Politique et administration

### Découpage territorial
La commune de Chassemy est membre de la communauté de communes du Val de l'Aisne, un établissement public de coopération intercommunale (EPCI) à fiscalité propre créé le 28 décembre 1994 dont le siège est à Presles-et-Boves. Ce dernier est par ailleurs membre d'autres groupements intercommunaux.
Sur le plan administratif, elle est rattachée à l'arrondissement de Soissons, au département de l'Aisne et à la région Hauts-de-France. Sur le plan électoral, elle dépend du  canton de Fère-en-Tardenois pour l'élection des conseillers départementaux, depuis le redécoupage cantonal de 2014 entré en vigueur en 2015, et de la cinquième circonscription de l'Aisne  pour les élections législatives, depuis le dernier découpage électoral de 2010.

### Administration municipale
| Période                                  | Période                       | Identité        | Étiquette | Qualité                                                         |
| ---------------------------------------- | ----------------------------- | --------------- | --------- | --------------------------------------------------------------- |
| avant 1874                               | 1875                          | Lanssart        |           |                                                                 |
| Les données manquantes sont à compléter. |                               |                 |           |                                                                 |
| juin 1995                                | mars 2019 (Décès)             | Ernest Templier | UDI (PR)  | Conseiller général du canton de Braine (2004-2015) Agriculteur, |
| mai 2019                                 | mai 2020                      | Marc Templier   |           | Agriculteur                                                     |
| mai 2020                                 | En cours (au 12 juillet 2020) | Thierry Jeux    |           |                                                                 |

## Démographie
L'évolution du nombre d'habitants est connue à travers les recensements de la population effectués dans la commune depuis 1793. Pour les communes de moins de 10 000 habitants, une enquête de recensement portant sur toute la population est réalisée tous les cinq ans, les populations de référence des années intermédiaires étant quant à elles estimées par interpolation ou extrapolation. Pour la commune, le premier recensement exhaustif entrant dans le cadre du nouveau dispositif a été réalisé en 2004.

En 2022, la commune comptait 898 habitants, en évolution de +2,51 % par rapport à 2016 (Aisne : −1,97 %, France hors Mayotte : +2,11 %).
| 1793 | 1800 | 1806 | 1821 | 1831 | 1836 | 1841 | 1846 | 1851 |
| ---- | ---- | ---- | ---- | ---- | ---- | ---- | ---- | ---- |
| 377  | 422  | 425  | 486  | 639  | 655  | 705  | 695  | 715  |

| 1856 | 1861 | 1866 | 1872 | 1876 | 1881 | 1886 | 1891 | 1896 |
| ---- | ---- | ---- | ---- | ---- | ---- | ---- | ---- | ---- |
| 720  | 770  | 749  | 729  | 744  | 713  | 692  | 688  | 671  |

| 1901 | 1906 | 1911 | 1921 | 1926 | 1931 | 1936 | 1946 | 1954 |
| ---- | ---- | ---- | ---- | ---- | ---- | ---- | ---- | ---- |
| 686  | 660  | 658  | 482  | 472  | 507  | 475  | 423  | 451  |

| 1962 | 1968 | 1975 | 1982 | 1990 | 1999 | 2004 | 2006 | 2009 |
| ---- | ---- | ---- | ---- | ---- | ---- | ---- | ---- | ---- |
| 443  | 459  | 455  | 588  | 674  | 709  | 770  | 774  | 799  |

| 2014 | 2019 | 2022 | - | - | - | - | - | - |
| ---- | ---- | ---- | - | - | - | - | - | - |
| 869  | 890  | 898  | - | - | - | - | - | - |

## Culture locale et patrimoine

### Lieux et monuments
- Église Saint-Martin.
- Monument aux morts communal.
- Plaque monument aux morts de l'église.
- Croix de chemin.

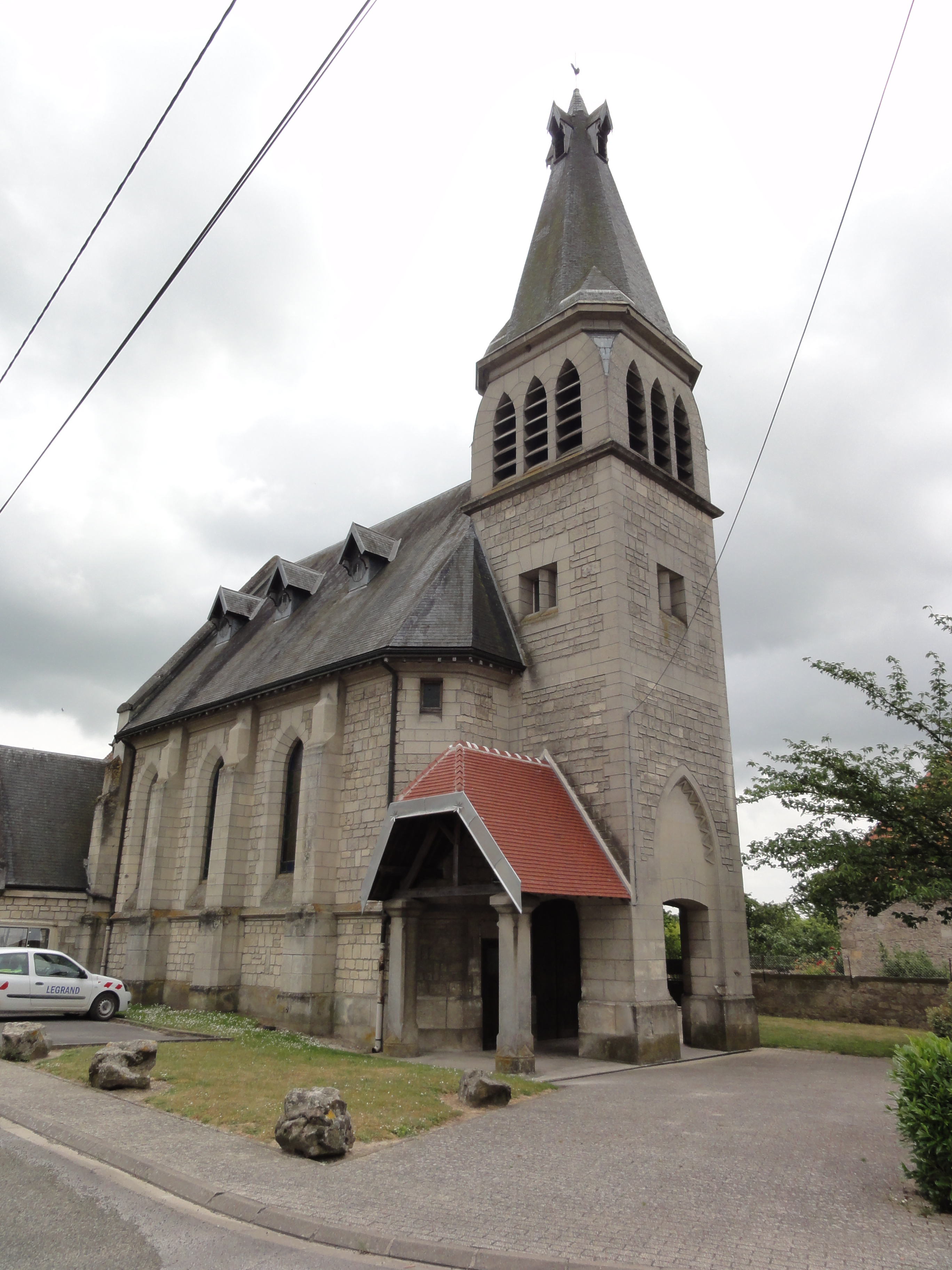
Église Saint-Martin.
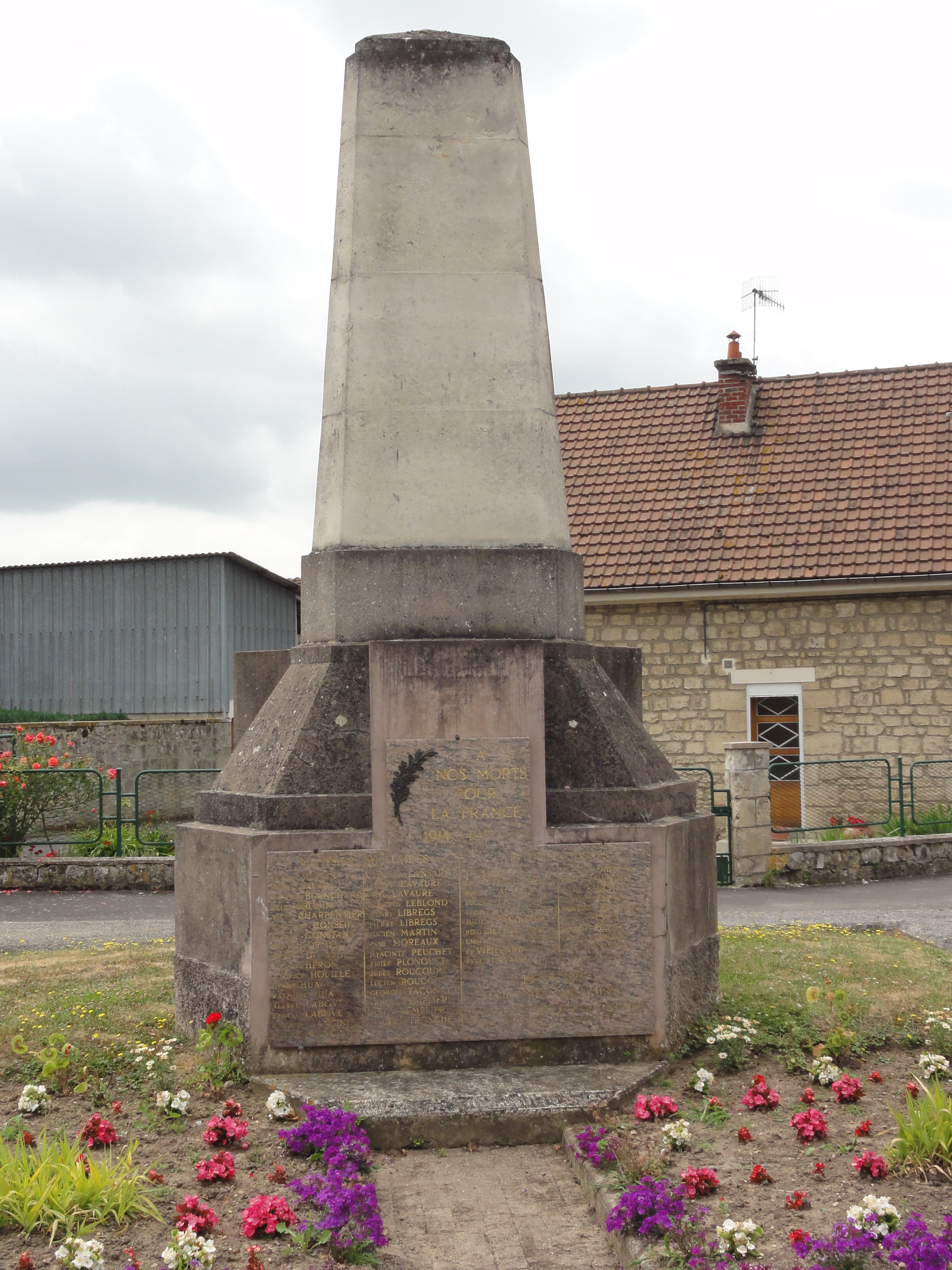
Monument aux morts.
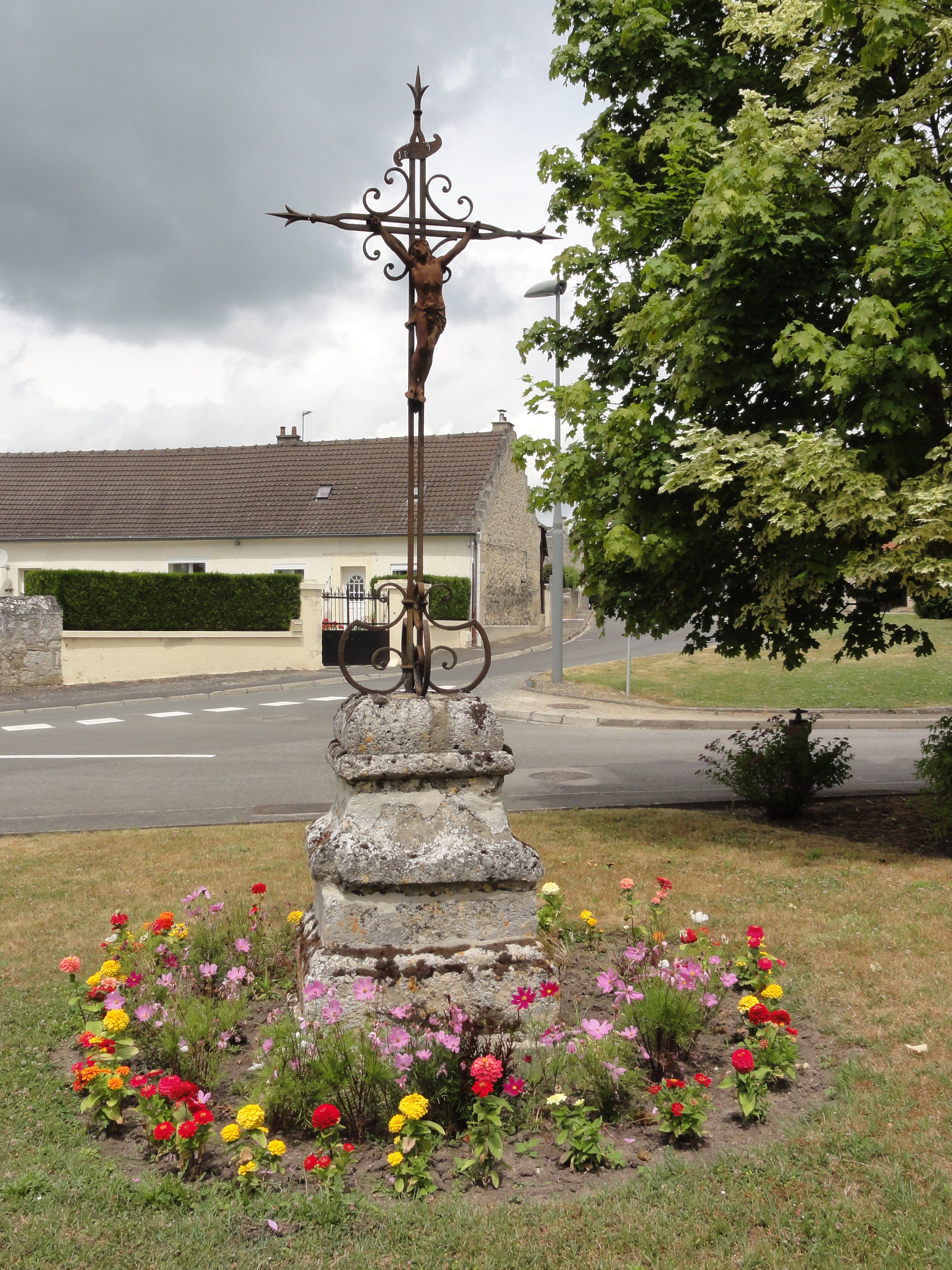
Calvaire.

### Héraldique
| Blason de Chassemy | Blason  | D'or au chêne de sinople englanté du champ, au chef d'azur chargé d'un oiseau d'or. Ornements extérieursCroix de guerre 1914-1918 |
| Blason de Chassemy | Détails | Le statut officiel du blason reste à déterminer.                                                                                  |

## Pour approfondir